# Phallus minusculus
Phallus minusculus är en svampart som beskrevs av Kreisel & Calonge 2002. Phallus minusculus ingår i släktet Phallus och familjen stinksvampar.   Inga underarter finns listade i Catalogue of Life.